# クリシュナ・バルデーオ・ヴァイド
クリシュナ・バルデーオ・ヴァイド（Kṛṣṇa Baladeva Vaida、1927年7月27日 - 2020年2月6日) は、インドの作家。ヒンディー語で創作をし、従来のヒンディー文学の枠にとらわれない作風で知られる。

## 略歴
イギリス領インド時代のパンジャーブ地方北部ディンガーの出身で、インド・パキスタン分離独立の際に難民キャンプをへてインド側へ移住した。1949年にパンジャーブ大学(Panjab University, Chandigarh)で英文学の修士課程を修め、ジャランダルのD・A・Bカレッジやデリー大学(University of Delhi)のハンスラージ・カレッジで教職につく。短編小説を発表して作家活動を始め、1957年に自伝的な長編『ビールーの少年時代』を発表する。
1959年にロックフェラー財団の奨学金でアメリカ合衆国へ渡り、1961年にハーバード大学で英文学博士号を取得している。帰国してデリー大学やパンジャーブ大学の教職についたのち、1966年から1983年までアメリカで暮らし、ニューヨーク州立大学やブランダイス大学などで英文学を教えつつ作品を発表した。ヘンリー・ジェイムズを研究し、英文学に対する造詣を持ちつつも、創作はヒンディー語で行ったのちに自ら英訳をしている。小説の他に評論、戯曲、随筆も執筆し、サミュエル・ベケットの『ゴドーを待ちながら』や、ルイス・キャロルの『不思議の国のアリス』のヒンディー語訳も行っている。

## 日本語訳著作
- クリシュナ・バルデーオ・ヴァイド 著、長崎広子 訳『ビールーの少年時代』大同生命国際文化基金〈アジアの現代文芸 INDIA〔インド〕⑥〉、2006年11月。 NCID BA79610417。全国書誌番号:21155325。